# Benedetto di Sant'Andrea del Soratte
Benedetto di Sant'Andrea del Soratte také Benedikt di Sant'Andrea nebo Benedetto del Soratte (latinsky Benedictus Monachus) (10. století? - 1024?) byl italský mnich, člen benediktýnského řádu a kronikář, žijící na přelomu 10. a 11. století.

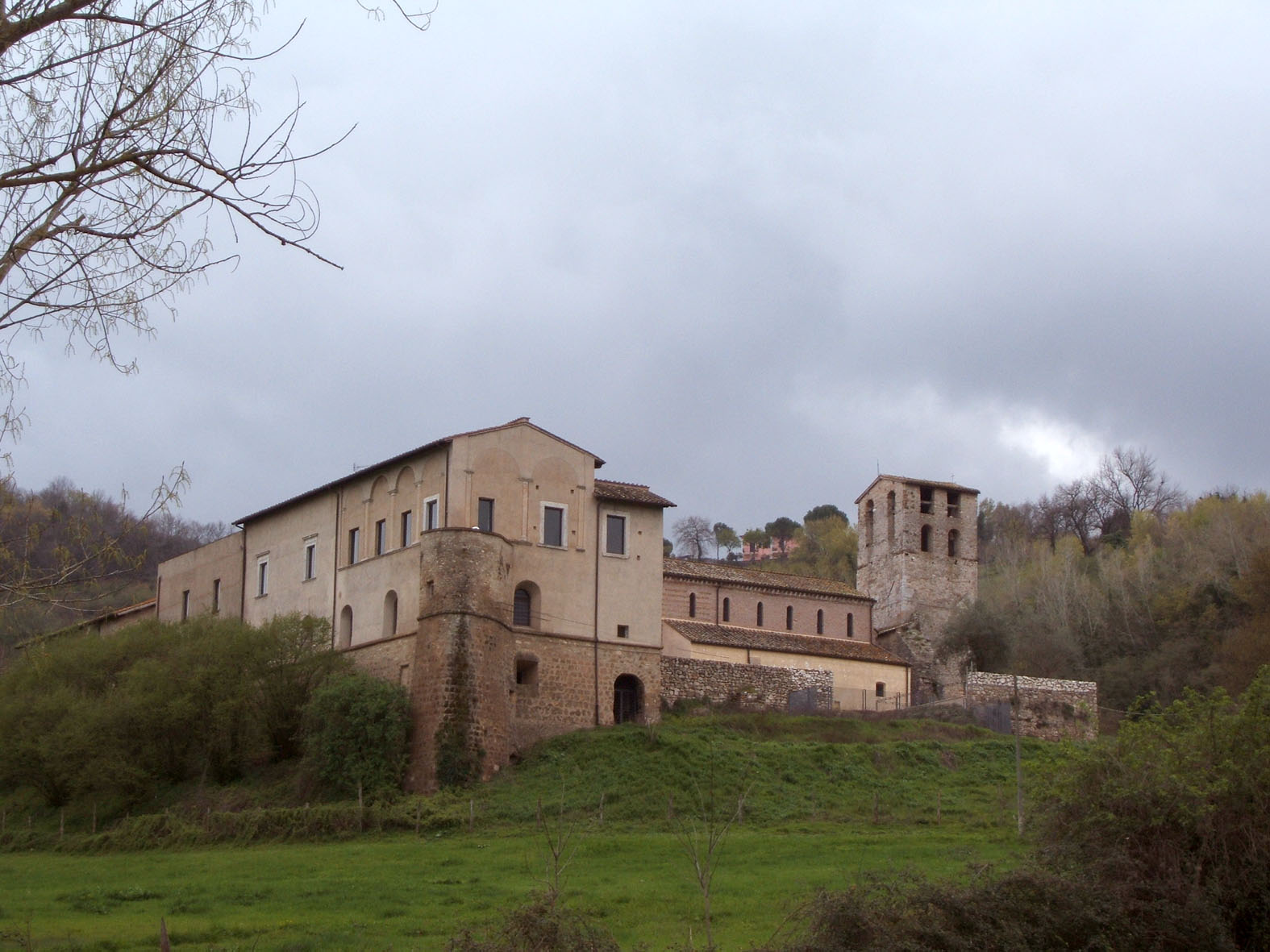
Klášter Sant'Andrea

## Život
Benedetto di Sant'Andrea je autor, jenž je považován za tvůrce díla Chronicon, které popisuje období mezi vládou císaře Flavia Claudia Jiuliana v roce 360 a rokem 965. Text je zahrnut do vatikánského zákoníku Chigiano F. IV. 75 a poprvé ho publikoval Georg Heinrich Pertz (1795-1876) v roce 1839. Vzhledem k tomu, že kodexu chybí počáteční a závěrečné listy, předpokládá se, že Chronicon zahrnoval historické období od narození Krista až do roku 998, kdy přijel Ota III. do Říma. 
Jméno autora (Benedetto) i jeho mnišství je převzato z pasáže v kodexu Chronicon („Benedictus supplex famulus monaque“ - pokorný služebník a mnich Benedikt), jeho státní příslušnost není známa. Autor žil v benediktinském klášteře Sant'Andrea poblíž města Ponzano Romano, nedaleko vrcholu Soratte. 

## Kronika
K napsání kodexu došlo mezi lety 972 a 1 000. Benedettova latina je nesprávná s vulgárními prvky a výrazy. Předpokládá se, že Benedetto byl upřímný, protože často lichotivým způsobem zmiňuje Karlovce. Lexikální analýza naznačuje, že autorem byl patrně Říman, protože tamní dialekt se v podstatě zakládal na vulgárních výrazech. Mohlo se jednat i o rodáka z Říma.
Ve své disertační práci Johannes Kunsemüller na základě analýzy chyb v kodexu předpokládal, že Benedetto se narodil ve franské rodině v horní Itálii. Kromě toho musel dlouhou dobu žít v Římě a svou práci nepsal, ale pravděpodobně diktoval roztržitému a nevědomému amanuensovi (opisovači).